# Neisseria animaloris
Neisseria animaloris – gatunek Gram-ujemnej bakterii występujący w jamie ustnej psowatych oraz kotowatych. Gatunek ten może rosnąć zarówno w temperaturze pokojowej (18–22 °C), jak i w 37 °C. Tworzy okrągłe, gładkie i lśniące kolonie, zdolny jest także do hemolizy. Wytwarza katalazę, a także produkuje kwas z glukozy, ale nie maltozy. Ponadto bakteria ta przystosowała się do redukcji azotanów. Neisseria animaloris jest blisko spokrewniona z Neisseria canis, N. zoodegmatis, N. dumasiana oraz N. zalophi. Gatunek wywołuje choroby u przedstawicieli kotowatych i psowatych, które – w wyniku ugryzienia – mogą się również przenosić na inne zwierzęta. W opisanych przypadkach u ludzi infekcja Neisseria animaloris prowadziła do zapalenia ucha środkowego.